# GMT800
GMT800 — автомобильная платформа американской корпорации General Motors для полноразмерных внедорожников, пикапов и фургонов.

## Описание
Впервые платформа GMT800 была представлена в 1998 году. Первыми моделями на платформе GMT800 стали пикапы Chevrolet Silverado и GMC Sierra. Производные платформы — GMT820 и GMT830 для полноразмерных внедорожников Chevrolet Tahoe/GMC Yukon и Chevrolet Suburban/GMC Yukon XL.
Рамы платформы GMT800 выпускались компанией Magna International в Рамос-Ариспе и Сент-Томас. Грузовые автомобили выпускались в Ошаве, Понтиаке, Форт-Уэйне и Флинте, а внедорожники — в Силао, Джейнсвилле и Арлингтоне. Hummer H2 выпускался по контракту в Индиане. Двухдверный вариант внедорожника GMT810 был разработан и прототипирован, но не был запущен в производство.
В модели GMT800 была представлена трёхсекционная рамная система. Это может быть смешано и согласовано в зависимости от колёсной базы, полной массы и типа кузова, установленного на платформе, а не цельной длинной рамы.

## Продажи
| Год   | 1999 | 2000 | 2001      | 2002      | 2003      | 2004      | 2005      |
| ----- | ---- | ---- | --------- | --------- | --------- | --------- | --------- |
| Всего | TBD  | TBD  | 1,569,198 | 1,672,804 | 1,810,340 | 1,704,239 | 1,491,084 |

## Применения
- 2003 GMT800 Cadillac Escalade EXT
- 2006 GMT800 Chevrolet Silverado
- 2004 GMT800 GMC Yukon
- 2002 GMT800 GMC Sierra

| Базовые модели | Годы производства | Модель                |
| -------------- | ----------------- | --------------------- |
| GMT800/880     | 1999—2006         | Chevrolet Silverado   |
| GMT800/880     | 1999—2006         | GMC Sierra            |
| GMT820         | 2002—2006         | Cadillac Escalade     |
| GMT820         | 2000—2006         | Chevrolet Tahoe       |
| GMT820         | 2000—2006         | GMC Yukon             |
| GMT820         | 2003—2009         | Hummer H2             |
| GMT830         | 2003—2006         | Cadillac Escalade ESV |
| GMT830         | 2000—2006         | Chevrolet Suburban    |
| GMT830         | 2000—2006         | GMC Yukon XL          |
| GMT805         | 2002—2006         | Chevrolet Avalanche   |
| GMT806         | 2002—2006         | Cadillac Escalade EXT |